# D4DJ
D4DJ (viết tắt của Dig Delight Direct Drive DJ) là một thương hiệu âm nhạc Nhật Bản do công ty giải trí Bushiroad sáng tạo, lần đầu được công bố vào năm 2019. Thương hiệu bao gồm sản phẩm in ấn như manga và sách ảnh, loạt anime truyền hình, trò chơi điện tử, đĩa nhạc và các buổi diễn trực tiếp. Giữa năm 2024, Bushiroad tuyên bố nhượng quyền quản lý của toàn bộ dự án cho hãng DONUT Co. LTD, nhà phát triển của D4DJ Groovy Mix, và chỉ giữ lại quyền sở hữu thương hiệu D4DJ.

## Nhân vật

### Happy Around!
Aimoto Rinku (愛本 りんく)
Lồng tiếng bởi: Nishio Yūka

Akashi Maho (明石 真秀)
Lồng tiếng bởi: Kagami Karin

Ōnaruto Muni (大鳴門 むに)
Lồng tiếng bởi: Mimura Haruka

Togetsu Rei (渡月 麗)
Lồng tiếng bởi: Kanon Shizaki (2019–2022), Maiko Irie (2022–nay)

### Peaky P-key
Yamate Kyōko (山手 響子)
Lồng tiếng bởi: Aimi

Inuyose Shinobu (犬寄 しのぶ)
Lồng tiếng bởi: Takagi Miyu

Sasago Jennifer Yuka (笹子・ジェニファー・由香 Sasago Jenifā Yuka)
Lồng tiếng bởi: Moeka Koizumi

Shimizu Esora (清水 絵空)
Lồng tiếng bởi: Kurachi Reo

### Photon Maiden
Izumo Saki (出雲 咲姫)
Lồng tiếng bởi: Tsumugi Risa

Nījima Ibuki (新島 衣舞紀)
Lồng tiếng bởi: Ami Maeshima (2019–2022), Kanon Nanaki (2022–nay)

Hanamaki Towa (花巻 乙和)
Lồng tiếng bởi: Haruki Iwata

Fukushima Noa (福島 ノア)
Lồng tiếng bởi: Satō Hinata

### Merm4id
Seto Rika (瀬戸 リカ)
Lồng tiếng bởi: Hirajima Natsumi

Mizushima Marika (水島 茉莉花)
Lồng tiếng bởi: Okada Mei

Hidaka Saori (日高 さおり)
Lồng tiếng bởi: Himari Hazuki

Matsuyama Daria (松山 ダリア)
Lồng tiếng bởi: Negishi Ai

### RONDO
Aoyagi Tsubaki (青柳 椿)
Lồng tiếng bởi: Kato Rihona

Tsukimiyama Nagisa (月見山 渚)
Lồng tiếng bởi: Ōtsuka Sae

Yano Hīro (矢野 緋彩)
Lồng tiếng bởi: Momono Haruna

Miyake Aoi (三宅 葵依)
Lồng tiếng bởi: Tsunko

### Lyrical Lily
Sakurada Miyu (桜田 美夢)
Lồng tiếng bởi: Tanda Hazuki

Kasuga Haruna (春日 春奈)
Lồng tiếng bởi: Shindō Amane

Shiratori Kurumi (白鳥 胡桃)
Lồng tiếng bởi: Fukagawa Ruka

Takeshita Miiko (竹下 みいこ)
Lồng tiếng bởi: Watase Yuzuki

### Call of Artemis
Amano Airi (天野 愛莉)
Lồng tiếng bởi: Mizuki Nana

Mana Kase (嘉瀬 茉奈)
Lồng tiếng bởi: Arisa Komiya

Himegami Shano (姫神 紗乃)
Lồng tiếng bởi: Raychell

Takao Tōka (高尾 灯佳)
Lồng tiếng bởi: Hinako Umemura

### UniChØrd
Kaibara Michiru (海原 ミチル)
Lồng tiếng bởi: Koiwai Kotori

Ichihoshi Lumina (一星 ルミナ Ichihoshi Rumina)
Lồng tiếng bởi: Takahashi Karin

Shinomiya Kokoa (四ノ宮 心愛)
Lồng tiếng bởi: Akari Yura

Hayate Tendo (天堂 はやて Tendo Hayate)
Lồng tiếng bởi: Tenma Yūki

### Abyssmare
Neo (ネオ)
Lồng tiếng bởi: May'n

Sophia (ソフィア Sofia)
Lồng tiếng bởi: Aisaka Yūka

Elsie (エルシィ Erushī)
Lồng tiếng bởi: Tomomi Sumi Jiena

Weronika (ヴェロニカ Veronika)
Lồng tiếng bởi: Yamada Misuzu

### Nhân vật khác
Kofune Ryujin (小舟 柳人)
Lồng tiếng bởi: Furuya Tōru

Inuyose Dennojo (犬寄 傳之丞)
Lồng tiếng bởi: Takenaka Naoto

Mitsuhashi Kū (三橋 空)
Lồng tiếng bởi: Daigo

Kaibara Haruki (海原 ハルキ)
Lồng tiếng bởi: Yoshida Hisanori

## Phát triển
Đây là dự án âm nhạc thứ ba của Bushiroad kể từ BanG Dream! và Revue Starlight. Theo Nakayama Masahiro, nhà sản xuất của D4DJ, trả lời trong buổi phỏng vấn với Anime!Anime!, ý tưởng phát triển dự án đến từ chuyến đi Singapore của chủ tịch Bushioad là Kidani Takaaki, khi ông xem màn biểu diễn của bộ đôi DJ The Chainsmokers, ông ấn tượng bởi cách mà DJ mang đến bầu không khí tích cực và khơi mào cảm xúc của khán giả.
Vào tháng 4 năm 2019, kênh YouTube của D4DJ đăng tải một video giới thiệu anime và trò chơi điện tử sắp tới của dự án, cũng như một buổi diễn trực tiếp tổ chức vào tháng 7 cùng năm. Tháng 5 năm 2019, tên của hai nhóm DJ đầu là Happy Around! và Peaky P-key được tiết lộ; tháng 10 cùng năm, nhóm DJ mới nhất là Lyrical Lily được công bố.

## Truyền thông

### Anime
Dự án anime truyền hình của thương hiệu được công bố lần đầu vào năm 2019. Mùa đầu tiên của anime có tựa D4DJ First Mix được sản xuất bởi xưởng phim Sanzigen và do Mizushima Seiji chỉ đạo, phát sóng trên truyền hình Nhật Bản từ 30 tháng 10 năm 2020 đến 29 tháng 1 năm 2021. Happy Around! trình bày bài hát mở đầu anime là "Guru Guru DJ TURN!!" (ぐるぐるDJ TURN!!), Mizuki Nana và Raychell thể hiện bài hát kết thúc "WOW WAR TONIGHT ~Toki niwa Okose yo Movement~" (WOW WAR TONIGHT～時には起こせよムーヴメント～).
Tại khu vực Bắc Mĩ, anime được công chiếu trên các nền tảng như Funimation, Crunchyroll và HIDIVE. Tại Đông Á và Đông Nam Á, Medialink được cấp phép phát hành anime trên kênh Youtube "Ani-One". Kênh Aniplus Asia cũng phát sóng anime tại Đông Nam Á.
Từ tháng 2 đến tháng 7 năm 2021, một loạt anime ngắn mang phong cách chibi có tên D4DJ Petit Mix được phát sóng. Miyajima Seiya giữ vai trò chỉ đạo phim, DMM.futureworks và W-Toon Studio sản xuất phim. Bài hát chủ đề trong anime là "Petit Mix Party Night!" thể hiện bởi Happy Around!.
Một tập phim đặc biệt tên D4DJ Double Mix được phát sóng vào tháng 8 năm 2022. Tập phim này do Mizushima Seiji và Suzuki Daisuke cùng chỉ đạo.
Mùa thứ hai của anime có tên D4DJ All Mix được công bố vào tháng 4 năm 2022. Sanzigen tiếp tục là đơn vị sản xuất anime, Mizushima Seiji đảm nhận vai tổng đạo diễn cho anime và Suzuki Daisuke là đạo diễn. Anime bắt đầu lên sóng vào 13 tháng 1 năm 2023. Lyrical Lily trình bày bài hát mở đầu "Maihime", bài hát kết thúc là "Around and Around" trình bày bởi nhiều thành viên của D4DJ.

#### Danh sách tập phim

##### D4DJ First Mix
| Số tập       | Tựa đề                                                                                      | Đạo diễn                   | Biên kịch    | Ngày phát sóng gốc |
| ------------ | ------------------------------------------------------------------------------------------- | -------------------------- | ------------ | ------------------ |
| 1            | "First Mix"                                                                                 | Ishikawa Shinpei           | Zappa Gō     | 30 tháng 10, 2020  |
| 2            | "Next Step"                                                                                 | Ōmori Daichi               | Zappa Gō     | 6 tháng 11, 2020   |
| 3            | "Only You"                                                                                  | Okugawa Naoya              | Zappa Gō     | 13 tháng 11, 2020  |
| 4            | "Make My Song"                                                                              | Endō Motomu, Hayashi Kengo | Zappa Gō     | 20 tháng 11, 2020  |
| 5            | "One and Only"                                                                              | Kentarō Shiga              | Zappa Gō     | 27 tháng 11, 2020  |
| 6            | "Fall Camp"                                                                                 | Ishikawa Shinpei           | Zappa Gō     | 4 tháng 12, 2020   |
| Tập đặc biệt | "Happy Around! 1ST LIVE Kaisai Kinen Tokubetsu-hen" (Happy Around! 1st LIVE開催記念 特別編) |                            |              | 11 tháng 12, 2020  |
| 7            | "Holy Gifts"                                                                                | Yano Yūya                  | Zappa Gō     | 18 tháng 12, 2020  |
| 8            | "Dear Friend"                                                                               | Endō Motomu                | Zappa Gō     | 25 tháng 12, 2020  |
| 9            | "Encounter With Light"                                                                      | Shiga Kentarō              | Zappa Gō     | 1 tháng 1, 2021    |
| 10           | "Brand New World"                                                                           | Ōmori Daichi               | Zappa Gō     | 8 tháng 1, 2021    |
| 11           | "Voice of Evolution"                                                                        | Yano Yūya                  | Zappa Gō     | 15 tháng 1, 2021   |
| 12           | "Childhood Friends"                                                                         | Ōmori Daichi               | Ayana Yuniko | 22 tháng 1, 2021   |
| 13           | "Groovy Mix"                                                                                | Suzuki Daisuke             | Ayana Yuniko | 29 tháng 1, 2021   |

##### D4DJ All Mix
| Số tập | Tựa đề                                               | Ngày phát sóng gốc |
| ------ | ---------------------------------------------------- | ------------------ |
| 1      | "Hajimari Hajimari" (ハジマリ ハジマリ)              | 13 tháng 1, 2023   |
| 2      | "Camera, Live, Action!" (カメラ ライフ アクション！) | 20 tháng 1, 2023   |
| 3      | "Jiyū Jiyū?" (ジユウ ジユウ ？)                      | 27 tháng 1, 2023   |
| 4      | "Harunoarashi" (ハルノアラシ)                        | 3 tháng 2, 2023    |
| 5      | "Nega/Poji" (ネガ/ポジ)                              | 10 tháng 2, 2023   |
| 6      | "Hakuchuumu" (ハクチュウム)                          | 17 tháng 2, 2023   |
| 7      | "Min'na Kawaii" (ミンナカワイイ)                     | 24 tháng 2, 2023   |
| 8      | "Aitosora" (アイトソラ)                              | 3 tháng 3, 2023    |
| 9      | "Hoshitokami" (ホシトカミ)                           | 10 tháng 3, 2023   |
| 10     | "Samuiyorudakara" (サムイヨルダカラ)                 | 17 tháng 3, 2023   |
| 11     | "Seinaruyoruni" (セイナルヨルニ)                     | 24 tháng 3, 2023   |
| 12     | "Zentoyouyou" (ゼントヨウヨウ)                       | 31 tháng 3, 2023   |

##### D4DJ Petit Mix
| Số tập | Tên tập phim                                                                                   | Đạo diễn         | Biên kịch         | Ngày phát sóng gốc |
| ------ | ---------------------------------------------------------------------------------------------- | ---------------- | ----------------- | ------------------ |
| 1      | "Kanata Kara no Shōtaijō" (彼方からの招待状)                                                   | Nakanishi Motoki | Miyajima Seiya    | 5 tháng 2, 2021    |
| 2      | "Happy Dance de Hu! Ha! Hu! Ha!" (ハッピーダンスで ウッ！ハッ！ウッ！ハッ！)                   | Nakanishi Motoki | Haruka            | 12 tháng 2, 2021   |
| 3      | "Peaky P-key no Dokidoki! Kaedama Dai Sakusen" (ピキピキのドキドキ！替え玉大作戦)              | Nakanishi Motoki | Ichikawa Gigaemon | 19 tháng 2, 2021   |
| 4      | "Photon Maiden no Kozumikku-iro Shindan" (Photon Maidenのコズミック色診断)                     | Nakanishi Motoki | Ichikawa Gigaemon | 26 tháng 2, 2021   |
| 5      | "Ten'age! Merm4id Rimōto" (テンアゲ！Merm4idリモート会議)                                      | Nakanishi Motoki | Ichikawa Gigaemon | 5 tháng 3, 2021    |
| 6      | "Rin Bukyoku no Akumu" (燐舞曲の悪夢)                                                          | Nakanishi Motoki | Haruka            | 12 tháng 3, 2021   |
| 7      | "Meshimase Riri Riri Go-kigen Oyatsu" (召しませリリリリ♪ご機嫌おやつ)                          | Nakanishi Motoki | Haruka            | 19 tháng 3, 2021   |
| 8      | "Maboroshi e no Michi" (幻への道)                                                              | Nakanishi Motoki | Haruka            | 26 tháng 3, 2021   |
| 9      | "Kinniku Shōjo no Jingi Naki Tatakai: Nakano Shitō-hen" (筋肉少女の仁義なき戦い〜中野私闘篇〜) | Nakanishi Motoki | Ichikawa Gigaemon | 2 tháng 4, 2021    |
| 10     | "Utagoe Himitsu Kaigi" (歌声♡ひみつ会議)                                                       | Nakanishi Motoki | Zappa Gō          | 9 tháng 4, 2021    |
| 11     | "Sentō Party" (せんとうパーティー)                                                             | Nakanishi Motoki | Haruka            | 16 tháng 4, 2021   |
| 12     | "Nyochio to Muni" (にょちおとむに)                                                             | Nakanishi Motoki | Ichikawa Gigaemon | 23 tháng 4, 2021   |
| 13     | "Yume e no Shiren" (夢への試練)                                                                | Nakanishi Motoki | Ichikawa Gigaemon | 30 tháng 4, 2021   |
| 14     | "Rei no Arata Naru Chōsen"" (麗の新たなる挑戦)                                                 | Nakanishi Motoki | Haruka            | 7 tháng 5, 2021    |
| 15     | "Ohitori-sama Hoiday" (おひとりさまホリデー)                                                   | Nakanishi Motoki | Ichikawa Gigaemon | 14 tháng 5, 2021   |
| 16     | "Photon Maiden no Galactic Tōkyō Tanbō" (Photon Maidenのギャラクティカ東京探訪)                | Nakanishi Motoki | Ichikawa Gigaemon | 21 tháng 5, 2021   |
| 17     | "Mujintō Survival War" (無人島サバイバル・ウォー)                                              | Nakanishi Motoki | Ichikawa Gigaemon | 28 tháng 5, 2021   |
| 18     | "Rin Bukyoku no Renka" (燐舞曲の恋歌)                                                          | Nakanishi Motoki | Haruka            | 4 tháng 6, 2021    |
| 19     | "Senritsu Reijō～Dō Agaite mo ... Zekkyō" (戦慄令嬢～どうあがいても...絶叫～)                  | Nakanishi Motoki | Haruka            | 11 tháng 6, 2021   |
| 20     | "Sei ka Shi ka!? Kōya no Hate wa D no Senjō" (生か死か!?荒野の果てはＤの戦場)                  | Nakanishi Motoki | Haruka            | 18 tháng 6, 2021   |
| 21     | "Lyrical Dori～mu Noa Noa Land" (りりかるどり～む♪ノアノアランド)                              | Nakanishi Motoki | Ichikawa Gigaemon | 25 tháng 6, 2021   |
| 22     | "Hiiro Norowaba Ana Fancy" (緋彩呪わば穴ファンシー)                                            | Nakanishi Motoki | Haruka            | 2 tháng 7, 2021    |
| 23     | "Kōhī Ippai-bun no Tameiki" (珈琲１杯分のため息)                                               | Nakanishi Motoki | Haruka            | 9 tháng 7, 2021    |
| 24     | "Omoide Photo Diary" (想い出フォトダイアリー)                                                  | Nakanishi Motoki | Ichikawa Gigaemon | 16 tháng 7, 2021   |
| 25     | "Ta ga Tame ni..." (誰がために...)                                                             | Nakanishi Motoki | Haruka            | 23 tháng 7, 2021   |
| 26     | "Eien Nare, Itoshiki Diggler-Tachi" (永遠なれ、愛しきディグラーたち)                           | Nakanishi Motoki | Ichikawa Gigaemon | 30 tháng 7, 2021   |